# HMS Prince Eugene
Unica a portare questo nome, il monitore della Royal navy HMS Prince Eugene deve il suo nome al Principe Eugenio di Savoia, importante comandante durante la Guerra di Successione Spagnola, che combatté assieme a John Churchill, primo duca di Marlborough.
La batteria principale da dodici pollici fu riutilizzata dall'ormai obsoleta HMS Hannibal.
La classe di monitori Lord Clive fu costruita nel 1915 per attaccare le batterie costiere tedesche nel Belgio occupato durante la prima guerra mondiale.